# Kathy Lamkin
Kathy Lamkin, nombre artístico de Kathryn Janel Ramsey (10 de diciembre de 1947 – 4 de abril de 2022) fue una actriz estadounidense. Fue hija de James L. Ramsey y Jeneva B. Medearis. Residió en Pearland, Texas, hasta su muerte el 4 de abril de 2022.

## Filmografía
- Neurotic Cabaret (1990)
- Waiting for Guffman (1996)
- The Life of David Gale (2003)
- The Texas Chainsaw Massacre (2003)
- Kiss Kiss Bang Bang (2005)
- The Astronaut Farmer (2006)
- The Texas Chainsaw Massacre: The Beginning (2006)
- In the Valley of Elah (2007)
- The Heartbreak Kid (2007)
- No Country for Old Men (2007)
- Sunshine Cleaning (2008)
- Psychic Experiment (2010)
- Welcome to the Rileys (2010)
- Expecting Mary (2010)
- Sweetwater (2013)